# Hibiscus tozerensis
Hibiscus tozerensis är en malvaväxtart som beskrevs av Lyndley Alan Craven och B.E.Pfeil. Hibiscus tozerensis ingår i Hibiskussläktet som ingår i familjen malvaväxter. Inga underarter finns listade i Catalogue of Life.